# شهرستان نگسکو
شهرستان نگسکو (به لهستانی: Powiat Nisko) یک شهرستان در لهستان است که در استان پودکارپاتسکیه واقع شده‌است. شهرستان نگسکو ۷۸۵٫۵۸ کیلومتر مربع مساحت و ۶۷٬۰۴۲ نفر جمعیت دارد.